# Otto Boveri
Otto Boveri (* 6. April 1868 in Bamberg; † 16. September 1946 ebenda) war ein deutscher Maler. Über den anfänglichen Einfluss der impressionistischen Kunst auf sein Werk veränderte sich seine Malweise deutlich hin zum Expressionismus.

## Leben
Als Fünfzehnjähriger trat Otto Boveri 1883 eine Ausbildung im Kadettencorps Potsdam an. 1888 folgte die Kriegsschule in Engers am Rhein, danach war er in der Festung Metz. Wegen Krankheit wurde er 1893 vorzeitig pensioniert. Statt einer Versetzung in den Zivildienst besuchte er ab 1884 bis 1904 die Kunstakademie in München, zunächst eingeschrieben in der Naturklasse Gysis, bei Nikolaus Gysis. 1904 kehrte Boveri als freischaffender Maler nach Bamberg zurück. Im Ersten Weltkrieg diente er als Oberleutnant im Reserve-Infanterieregiment No. 40. Für seine Beteiligung an der Erstürmung der Festung Kowno (Kaunas) erhielt er als Auszeichnungen das Eiserne Kreuz 1. Klasse, das Eiserne Kreuz 2. Klasse und das Ritterkreuz vom Zähringer Löwen mit Schwertern. 1918 kehrte er nach Bamberg zurück. Im Pavillon des Wieckingschen Gartens (Bamberg, Mußstraße, Ecke Weide) richtete er sich ein Atelier ein. 1922 war er eine der treibenden Kräfte bei der im Bamberger Café Schützenhaus gezeigten Expressionistenausstellung in der u. a. Werke von Ernst Barlach, Heinrich Campendonk, Erich Heckel, Paul Klee, Max Pechstein und Karl Schmidt-Rottluff gezeigt wurden. Ab 1926 war Boveri Obmann der Bezirksgruppe Oberfranken im Reichsverband der Bildenden Künstler. Ab 1933 zog sich Otto Boveri aus dem offiziellen Kunstbetrieb zurück, um einem Malverbot zu entgehen und malte nur noch privat. Nach 1945 entstanden noch einige wenige Selbstporträts.

## Werk
Otto Boveri war neben Anton Rauh die treibende Kraft zur Erneuerung der Kunst in Bamberg bzw. Franken in den 1920er Jahren. Josef Albert Benkert und Alexander Zetzsche verdanken ihm ihre ersten expressionistischen Anregungen. Boveris sehr flächige, meist in gedeckten, doch sehr intensiv wirkenden Farben angelegten Gemälde (Stadtansichten, Porträts, Stillleben) sind sehr einprägsam. Bei einem Besuch der Museen der Stadt Bamberg in der Ausstellung "100 Meisterwerke" als auch im Kaffeehaus Graupner mit seinem heute noch bemerkenswerten Bestand an Boveri-Gemälden erlauben eine gute Übersicht über das Schaffen dieses Malers.

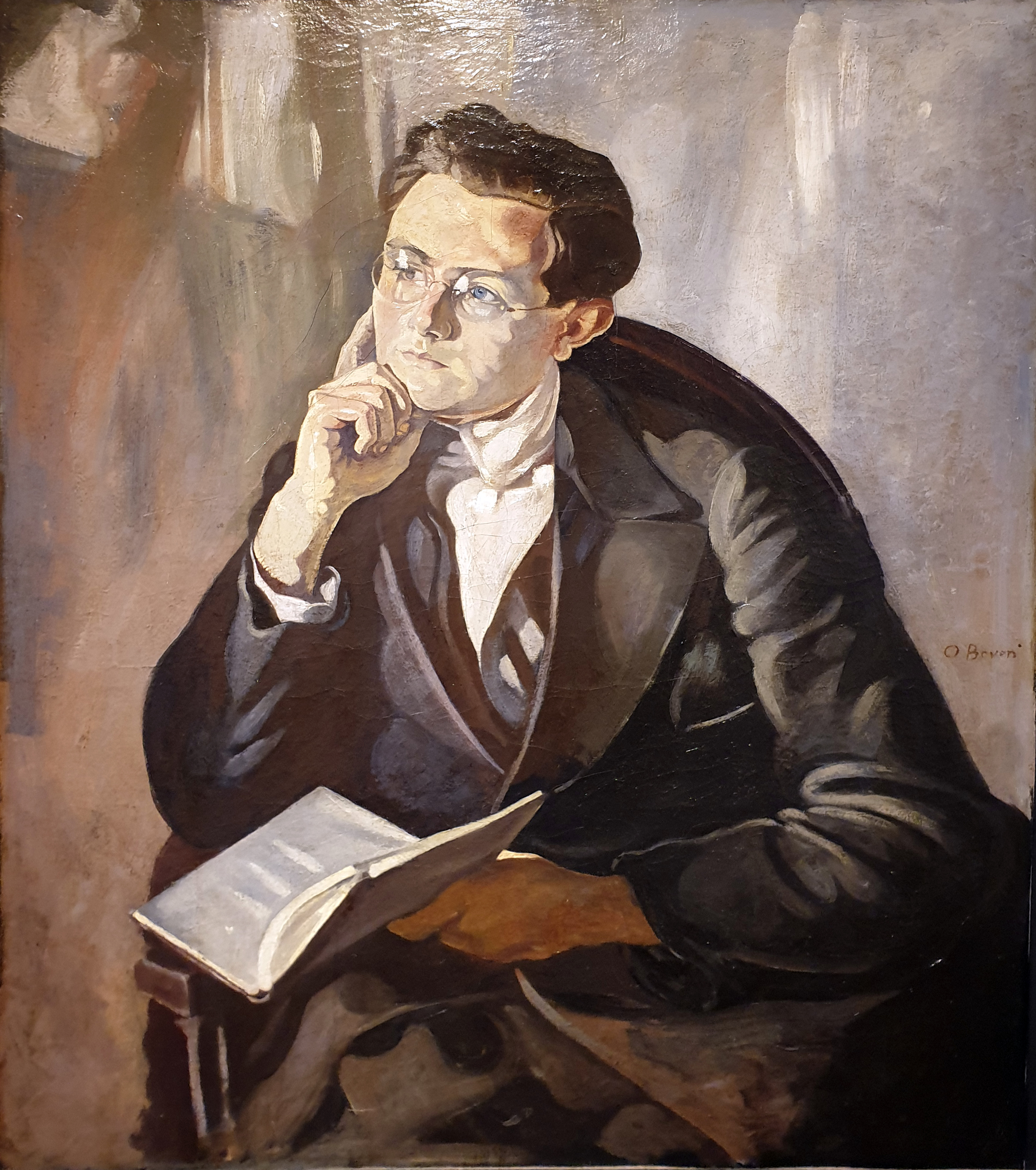
Otto Boveri, Porträt Herr Schüpferling, Museen der Stadt Bamberg,  Inv. Nr. 1064

### Werke (Auswahl) in öffentlichen Sammlungen
- 1920, Doppelporträt des Bamberger Malers J.A. Benkert und des Bamberger Malers und Kunsthändlers Anton Rauh, Museen der Stadt Bamberg, Inv. Nr. 938
- 1923, Porträt Herr Schüpferling, Museen der Stadt Bamberg, Inv. Nr. 1064
- 1923, Porträt Erdmuthe Zschetzsche, geb. Boveri, Museen der Stadt Bamberg, Inv. Nr. 1050
- um 1925/1930, Porträt einer Dame, Museen der Stadt Bamberg, Inv. Nr. 745D
- um 1925, Porträt J.A. Benkert, Museen der Stadt Bamberg, Inv. Nr. 1072
- um 1925, Porträt Johann Joseph Morper, Museen der Stadt Bamberg[3]
- um 1925, Porträt Frau  Morper im Lehnstuhl, Museen der Stadt Bamberg, Inv. Nr. 1063
- um 1935, Porträt der Bamberger Bildhauerin Maria Lerch, Museen der Stadt Bamberg, Inv. Nr. 1000
- um 1935, Atelier der Bamberger Bildhauerin Maria Lerch in der Alten Hofhaltung, Museen der Stadt Bamberg, Inv. Nr. 1002
- um 1925, Porträt Dr. Heinrich Mayer, Museen der Stadt Bamberg, Historischer Verein Bamberg Inv. Nr. HVB 2189
- 1946, Selbstporträt mit Palette und Pinsel, Museen der Stadt Bamberg, Inv. Nr. 587D
- undatiert, Schiffsladeplatz mit Lagerhaus im Bamberger Hafen, Museen der Stadt Bamberg, Inv. Nr. 773D
- undatiert, Porträt des Bamberger Kunstmalers und Karikaturisten Josef Sauer,  Museen der Stadt Bamberg, Inv. Nr. 795D

### Werke (Auswahl) in privaten Sammlungen
- Wandschmuck im Café Graupner, Lange Straße 5, 96047 Bamberg

### Öffentliche Aufträge
- Aufseesianum Bamberg
- Café Graupner, Lange Straße 5, 96047 Bamberg